# Grand Theft Auto: Vice City
 Der er for få eller ingen kildehenvisninger i denne artikel, hvilket er et problem. Du kan hjælpe ved at angive troværdige kilder til de påstande, som fremføres i artiklen.

Grand Theft Auto: Vice City er efterfølgeren til Grand Theft Auto III. Konceptet er det samme som i de andre spil i Grand Theft Auto-serien; her udspiller det hele sig bare i den fiktive by Vice City, som er baseret på 1980'erne's Miami.
Spillet er udgivet til Playstation 2, Xbox og PC. Sidstnævnte udgave har multiplayerfunktion, hvis man downloader Vice City : Multiplayer.

## Historien
Efter et langt fængselsophold på 15 år vender Tommy Vercetti tilbage til Liberty Citys gader i 1986. Da alle i byen kender ham, vælger hans gamle mafiaboss Sonny Forreli, at Tommy må sendes væk fra byen. Han sender Tommy og nogle andre gutter af sted til Vice City for at udføre en kokainhandel med Vance brødrene. Det går desværre ikke som planlagt, da nogle maskerede mænd skyder efter Tommy. Forelli-gutterne og Victor Vance (fyren de skulle handle med) dør, og Tommy og hans advokat Ken Rosenberg må flygte væk. Sonny vil have sine penge tilbage, og Tommy vil hævne attentatforsøget på ham.
Heldigvis kender Ken nogle kriminelle folk i byen, som Tommy kan møde og arbejde for. Ken sender Tommy af sted til en fest på en stor yacht, hvor Tommy møder Colonel Cortez (der holder festen på sit skib) og dennes datter Mercedes, bilforhandleren BJ Smith, rockbandet LoveFist og narkobaronen Richardo Diaz samt mange andre, som Tommy udfører kriminelle opgaver for.
Tommy møder efter festen Lance Vance, der var bror til Victor og også vil have hævn. De to indleder et samarbejde og finder senere ud af, at det var Richardo Diaz, der spolerede deres handel. De gør det af med Richardo Diaz, og Tommy overtager hans store palæ og en del forretninger i byen, hvilket gør ham til en magtfuld bandeleder.
Sonny bliver utålmodig og tager et fly ned til Vice City for at hente pengene. Tommy har ikke nok og må give Sonny falske penge, men Lance Vance forråder Tommy ved at fortælle Sonny om de falske penge, og Tommy må slå Lance og Sonny ihjel, hvilket han gør i en kæmpe bandekrig mod Forelli-banden.
Til slut er Sonny og Lance Vance døde, og Tommy holder om Ken Rosenberg og fortæller, at det kan være starten på et nyt forretningsforhold.

## Transportmidler
I Vice City kan spilleren bl.a tage kontrollen over:
- Biler
- Knallerter
- Motorcykler
- Lastbiler
- Helikoptere
- Både
- Fly (dog kun én slags)